# Бродвейский мост (Манхэттен)
Бродвейский подъёмный мост через пролив Харлем в районе Манхэттена в Нью-Йорке соединяет районы Инвуд на острове Манхэттен и Марбл-Хилл на материке. По мосту проходит линия Бродвея и Седьмой авеню Нью-Йоркского метро над автомобильной дорогой.

## История
До того как русло пролива Гарлем было спрямлено, Марбл-Хилл был частью острова Манхэттен. Мост, пересекавший пролив на границе между Марбл-Хилл и Бронксом, был назван Кингс-Бридж. По этому мосту проходили Бостон-пост-Роуд и Олбани-пост-Роуд.
В 1895 году было завершено строительство Гарлемского судоходного канала, а старый Кингс-Бридж был разрушен. Всего через канал в этом месте было построено три моста.

### Первый пролёт
Первый Бродвейский мост, открытый 1 января 1895 года, был поворотным мостом, имея только шоссе и пешеходное движение.
Когда в 1905 году был построен новый пролёт, оригинальный Бродвейский мост переместили. В июне 1906 года старый мост был спущен вниз по реке и установлен на недавно построенном Центральном пирсе. После того как все подходы и другие строительные работы были завершены, новый мост был открыт для движения 8 января 1908 года.

### Второй пролёт
В 1905 году был построен мост, предназначенный для продления линии метро в Бронкс. Бродвейский мост 1905 года также был поворотным мостом, однако был добавлен второй уровень, чтобы обеспечить движение метро на верхнем уровне, а пешеходов и шоссе на нижнем.
Последний поезд метро пересёк предыдущий Бродвейский мост 23 декабря 1960 года. В течение следующих двух дней (Сочельник и Рождество) старый мост был снят, а его место занял новый мост, движение метро на котором открылось 26 декабря 1960 года.

### Текущее состояние
Нынешний Бродвейский мост (открытый для движения метрополитена 26 декабря 1960 года и для автомобильного движения 1 июля 1962 года) имеет судоходный канал шириной 93 м, обеспечивающий 41 м вертикального зазора, когда мост находится в открытом положении. В нижнем положении мост обеспечивает 7,3 м вертикального зазора.

## Общественный транспорт
По Бродвейскому мосту ходит поезд маршрута 1 Нью-Йоркского метрополитена. К северу от моста по этой линии находится станция «Марбл-Хилл — 225-я улица».
По мосту также проходят местные автобусные маршруты Bx7 и Bx20, обслуживаемые компанией MTA New York City Transit, и экспресс-автобусный маршрут BxM1, обслуживаемый компанией MTA Bus Company.